# Vizmanos
Vizmanos ist eine Gemeinde (municipio) mit 30 Einwohnern (Stand: 2024) im Nordosten der spanischen Provinz Soria in der Autonomen Gemeinschaft Kastilien-León. Neben dem Hauptort Vizmanos gehört der Weiler Verguizas zur Gemeinde. 

## Lage und Klima
Vizmanos liegt in der Sierra de Alba im Nordosten der Provinz Soria in einer Höhe von ca. 1200 m. Die Entfernung zur südwestlich gelegenen Provinzhauptstadt Soria beträgt ca. 27 km (Fahrtstrecke). Das Klima ist gemäßigt; Regen (ca. 777 mm/Jahr) fällt überwiegend im Winterhalbjahr.

## Bevölkerungsentwicklung
| Jahr      | 1970 | 1981 | 1991 | 2001 | 2011 | 2021 |
| Einwohner | 128  | 50   | 47   | 40   | 29   | 26   |

Die zunehmende Mechanisierung der Landwirtschaft sowie die Aufgabe von bäuerlichen Kleinbetrieben und der daraus resultierende Verlust an Arbeitsplätzen haben in hohem Maße zu dem deutlichen Bevölkerungsrückgang seit der Mitte des 20. Jahrhunderts beigetragen.

## Sehenswürdigkeiten
- Martinskirche in Vizmanos
- Dominikuskirche in Verguizas

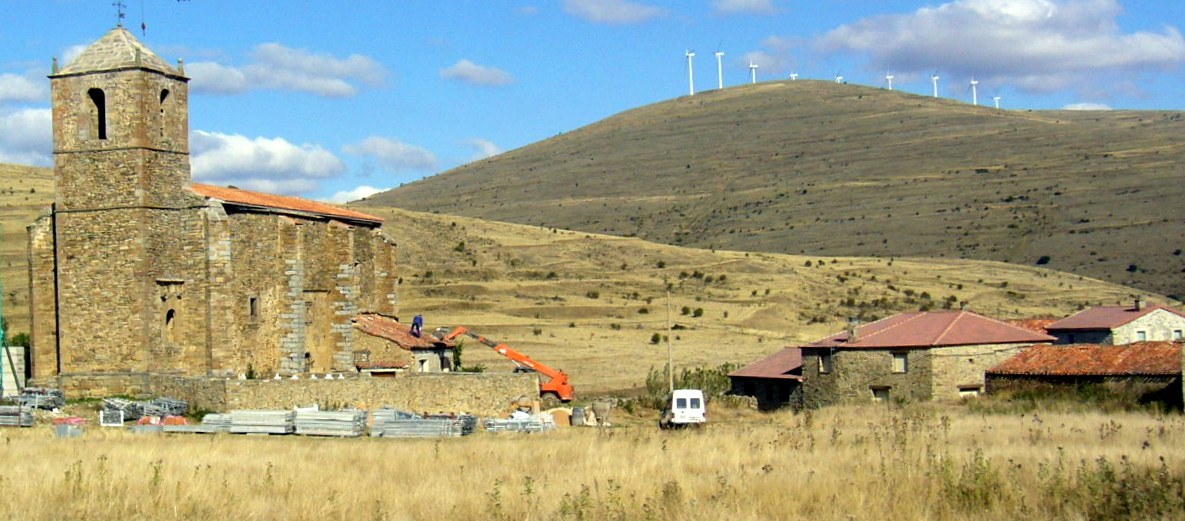
Martinskirche
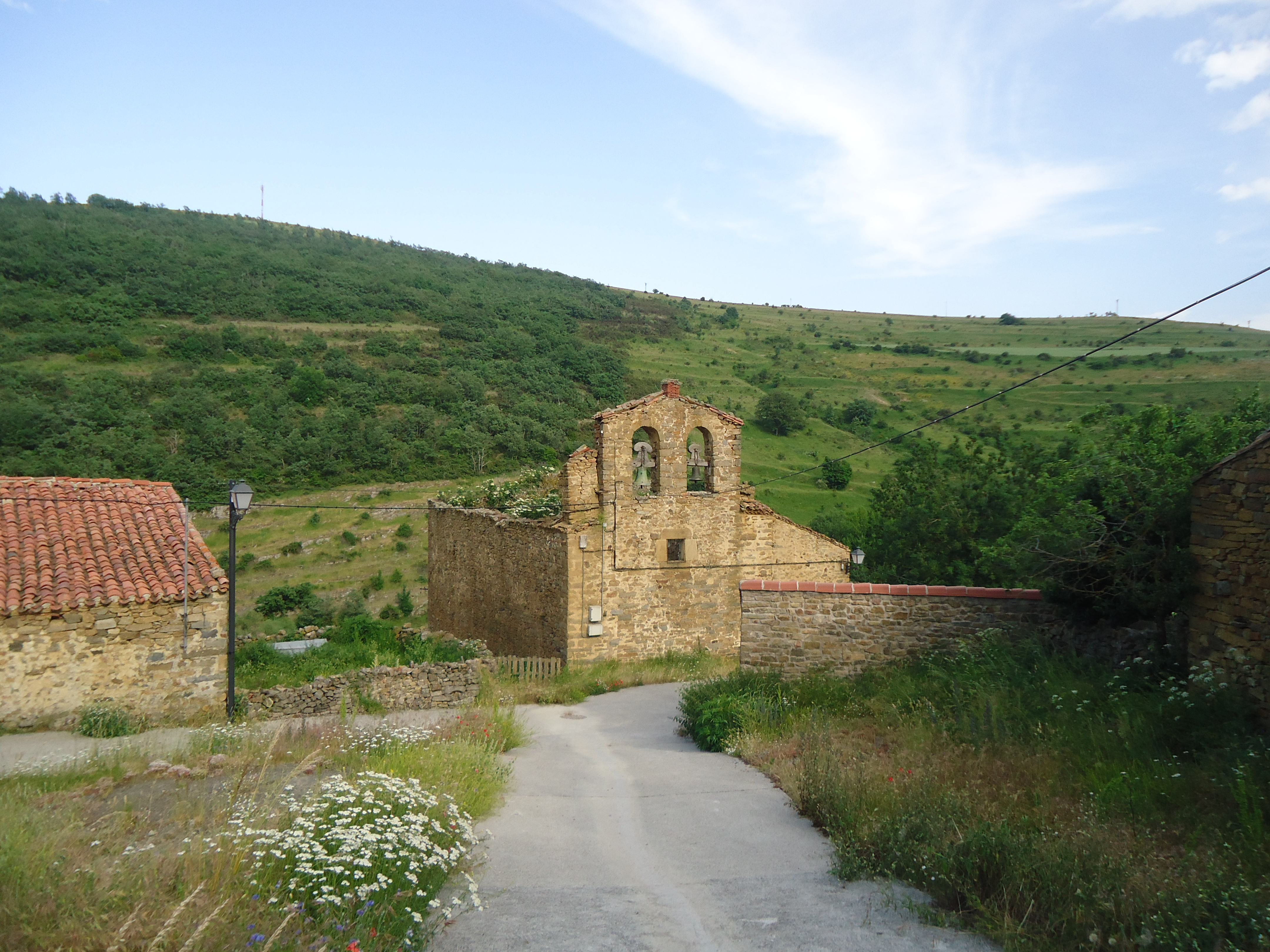
Dominikuskirche